# Porta-retratos
O porta-retrato é uma espécie de pequena caixa formada por uma placa de vidro transparente, uma moldura e um fundo geralmente de madeira do mesmo tamanho, ou de dois vidros, sustentada por uma pequena haste de madeira ou metal entre os quais se coloca uma fotografia, gravura, etc.

## Utilização

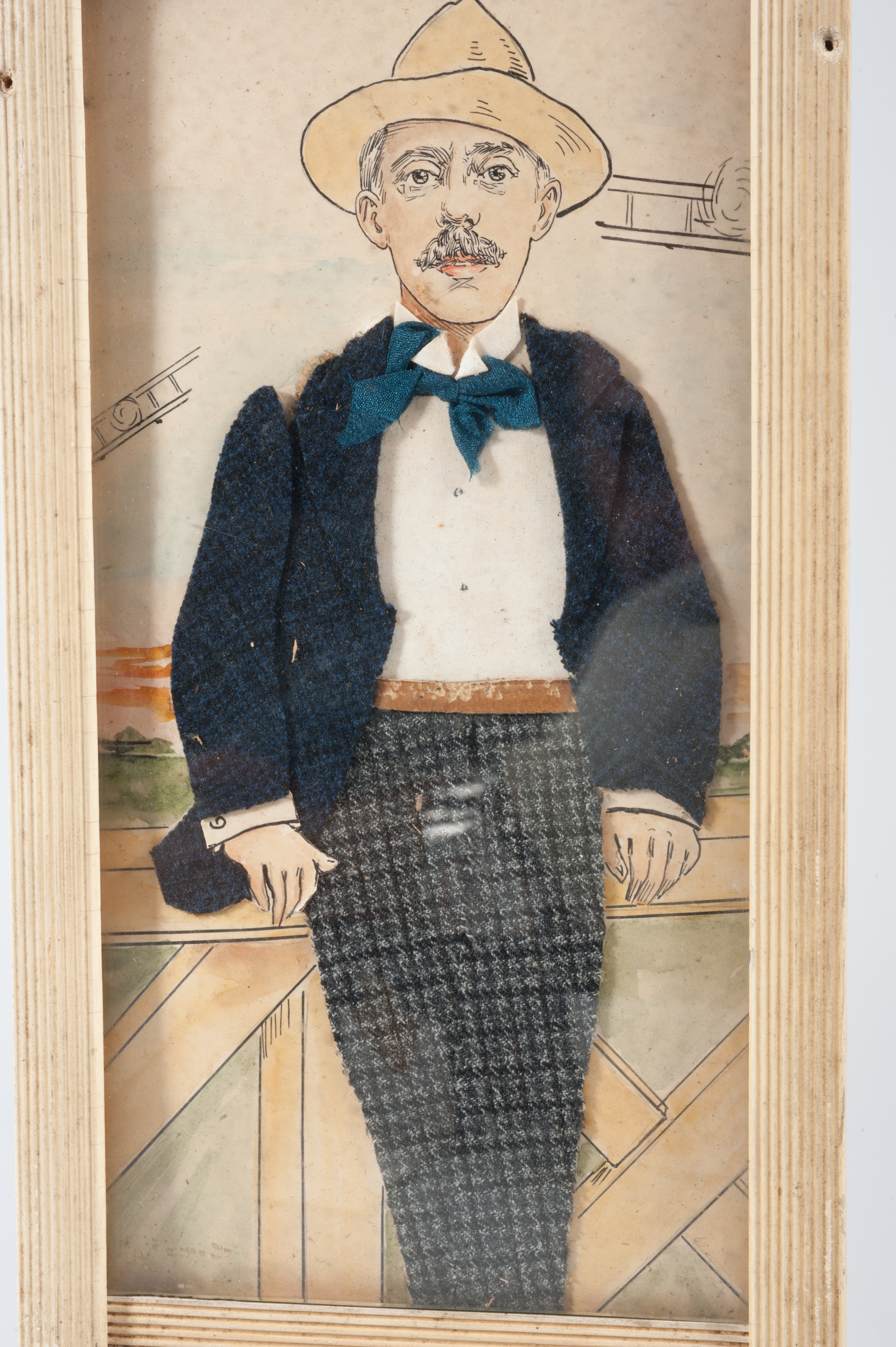
Porta-retrato que pertenceu a Santos Dumont, acervo do Museu Paulista.

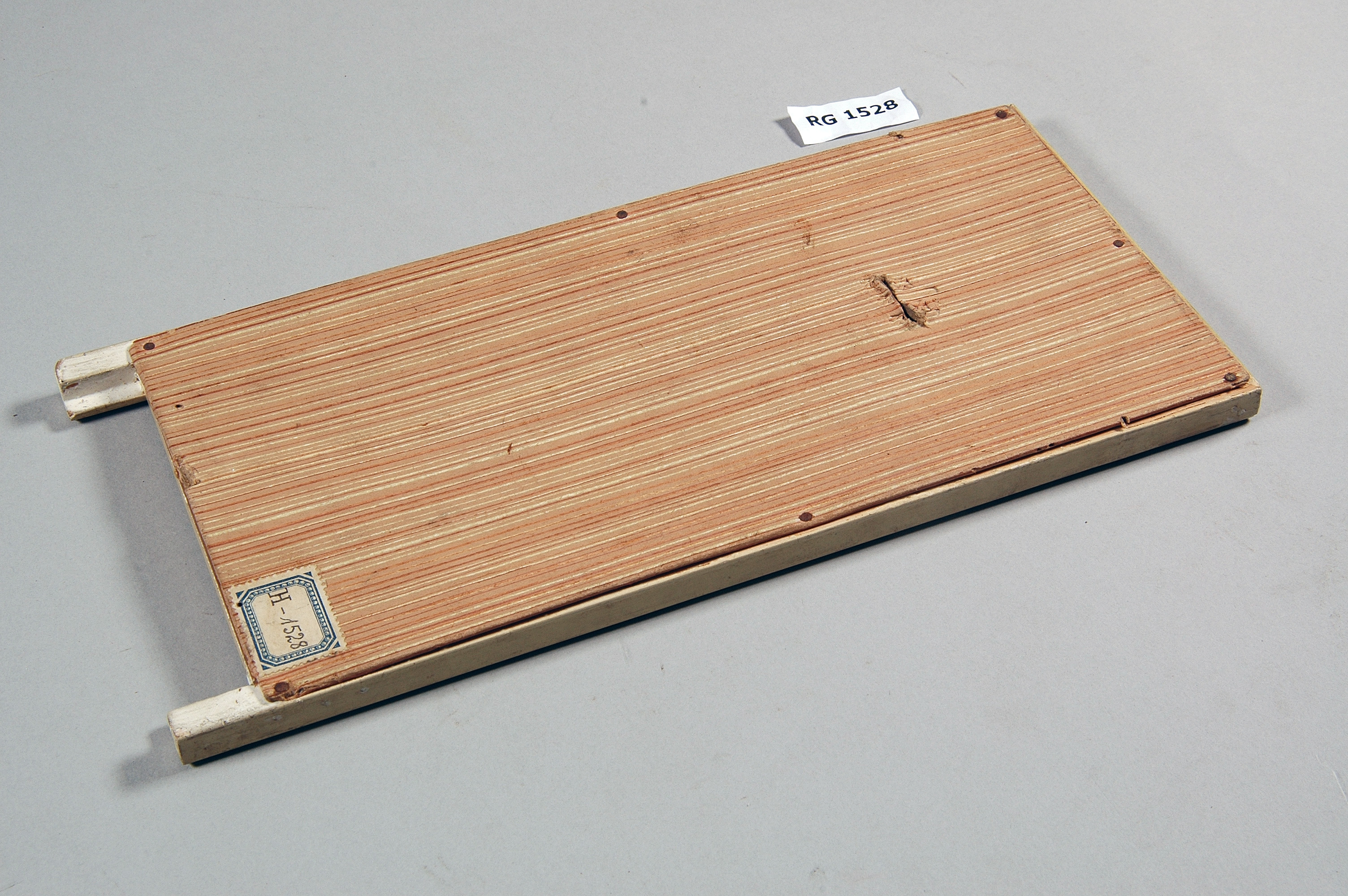
Verso do porta-retrato de Santos Dumont.

Além de possuir função decorativa, este objeto é usado para recordar um evento ou uma pessoa e normalmente é colocado na sala de estar ou em um quarto. O porta-retrato também pode ser utilizado para expor certificados e diplomas de menor tamanho e para guardar através de fotos lembranças familiares importantes. Ao contrário do álbum de fotos, o porta-retrato é um objeto de exposição fácil, normalmente ficando, por exemplo, em cima de mesas e birôs.
Um porta-retrato que pertenceu a Santos Dumont era revestido de tecido com moldura retangular de couro branco.
Com o avanço da tecnologia, surgiram os porta-retratos digitais, com dimensões que variam de 7 a 10 polegadas e funcionando ligado à tomada elétrica. Para visualização das fotos, é necessário conectar um cabo USB, um pen drive ou um cartão de memória com as imagens. Elas serão exibidas como apresentação de slides, apresentando uma sequência de fotos, diferenciando-se do porta-retrato tradicional, que permite somente uma foto. As fotos podem ser customizadas para serem apresentadas na posição vertical ou horizontal, apesar disso, estes dipositivo não fazem muitos sucesso.

## Construção

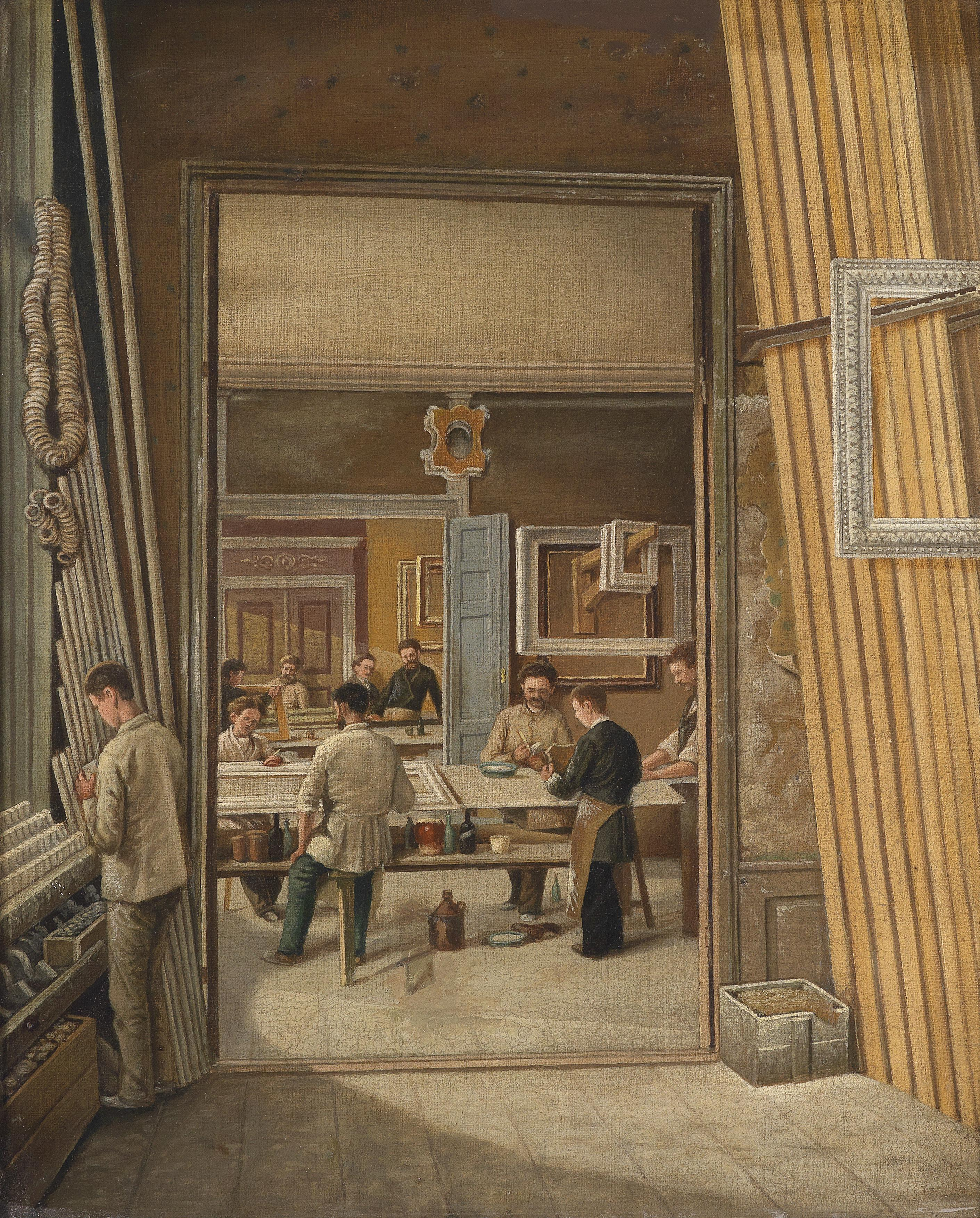
Oficina de um fabricante de molduras, óleo sobre tela, cerca de 1900.

Normalmente, os porta-retratos são feitos de madeira mais resistênte, podem ser moldados em uma ampla variedade de tipos, permitindo uma variedade de acabamentos. Outros materiais incluem metais como prata, bronze, alumínio e plásticos rígidos, como poliestireno. A superfície da moldura pode ser de qualquer cor ou textura. Alguns porta-retratos têm moldura uras elaboradas, de acordo com os desejos do comprador. As decorações costumam ser feitas de gesso moldado e depois finalizado com pintura ou textura. Além disso, por detrás do porta-retrato existe um encaixe que serve para segurar o vidro da moldura (caso houver) mantendo o objeto com segurança atrás da superfície interna do vidro.

### Formas
Molduras de fotos são geralmente quadradas ou retangulares, embora existam molduras circulares e ovais. Molduras em formatos mais incomuns, podem ser esculpidas à mão por um entalhador ou carpinteiro profissional. Existem também molduras projetadas para contornar os cantos. Um desenho popular é a concha, um recuo na moldura que adiciona profundidade.

## Cuidados

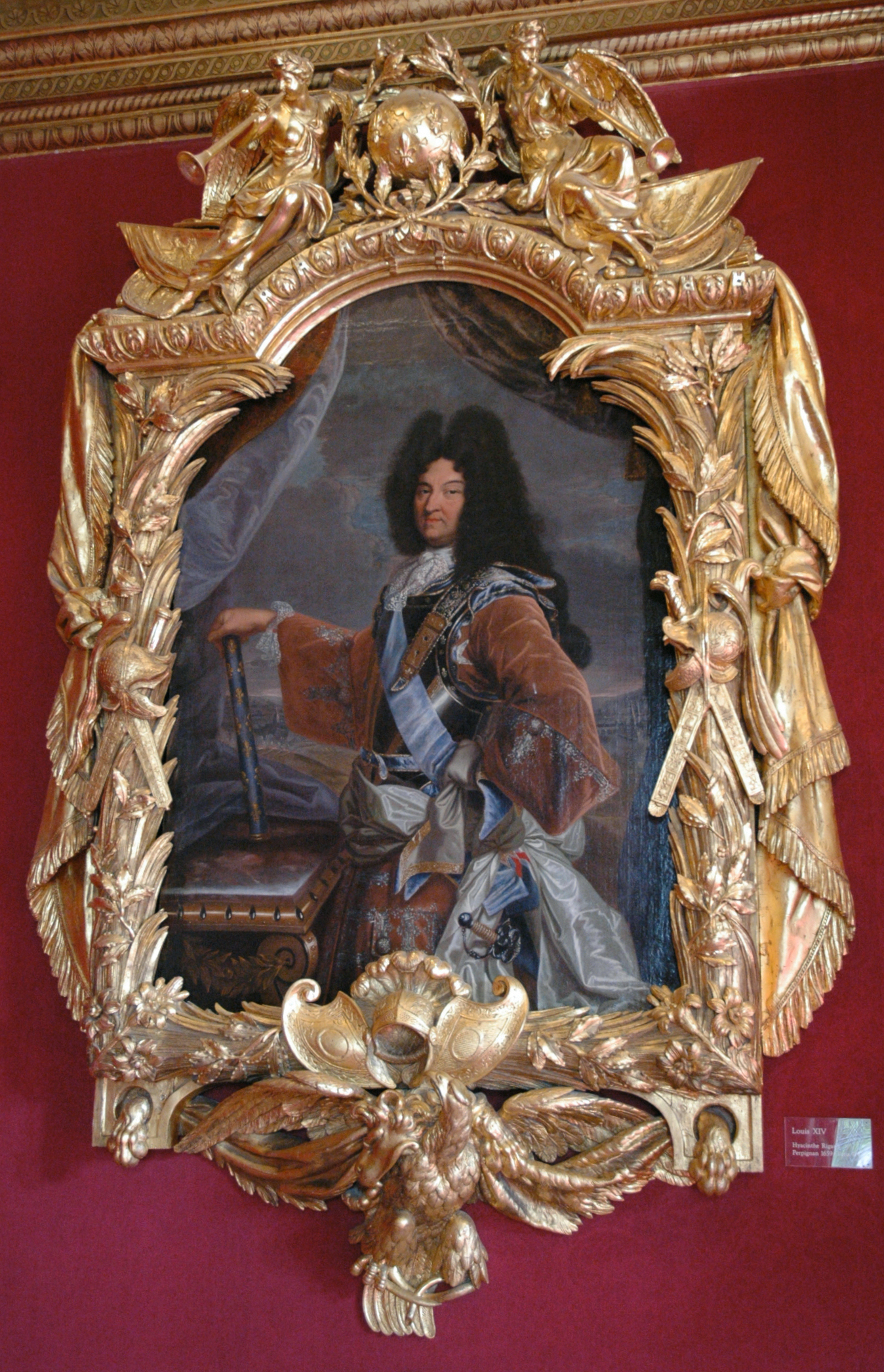
Retrato do Rei Luís XIV em moldura barroca dourada.

Em exposições e museus, o vidro deve ser mantido fora da superfície da imagem, a fim de evitar que o objeto fique aderido à parte inferior do vidro, adquirindo mudanças de cor irreversíveis por causa da luz e possíveis microorganismos. Para que isso ocorra, existem espaçadores colocados atrás da vidraça e escondidos da vista pela borda da moldura.

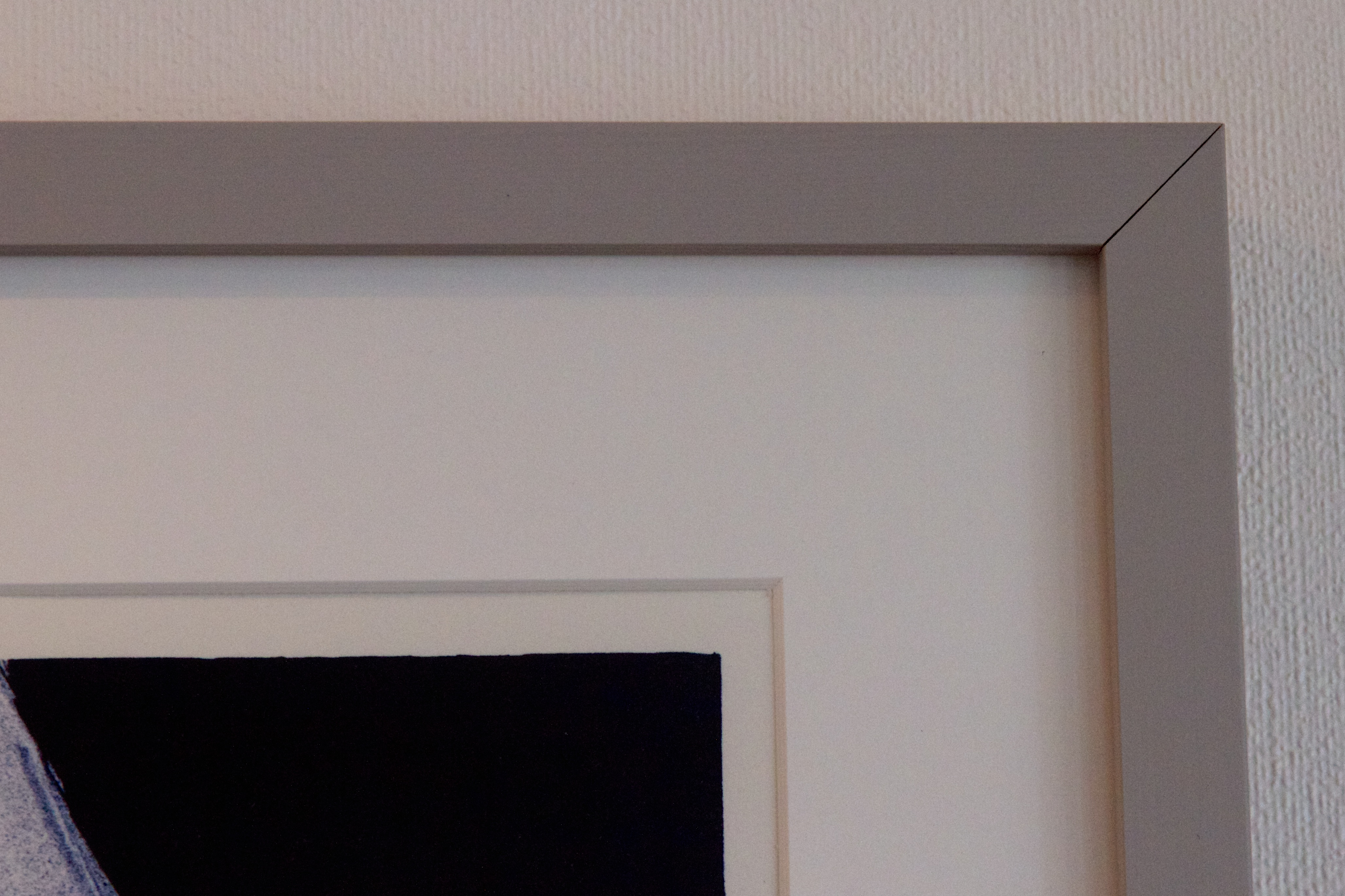
Um "passe-partout" pode ser colocado entre a moldura e a imagem. O passe-partout serve a dois propósitos: primeiro, para evitar que a imagem toque o vidro e, segundo, para enquadrar a imagem e aumentar seu apelo visual.

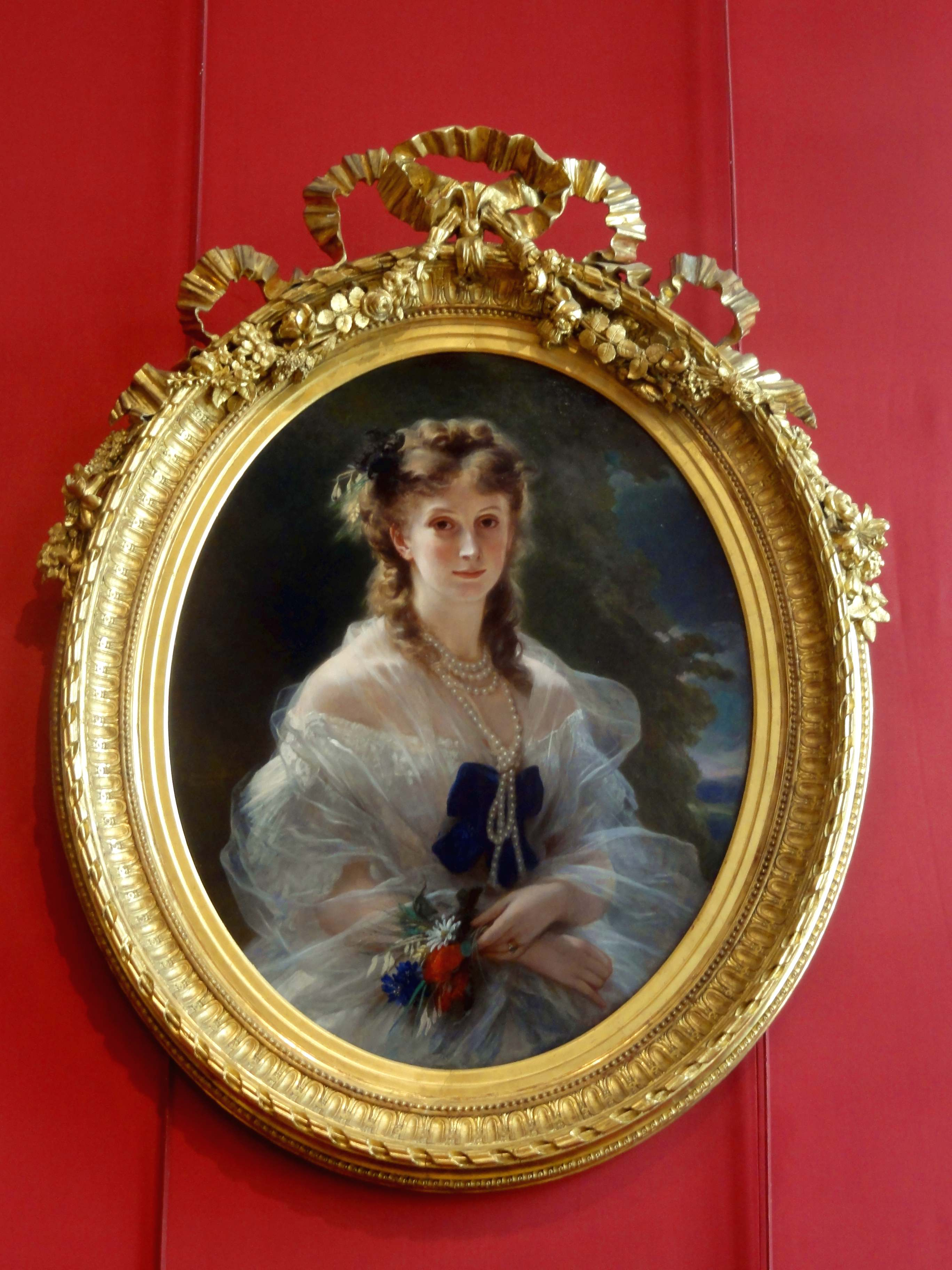
Quadro redondo do segundo império

O tratamento da parte de trás da obra de arte emoldurada também varia amplamente. Todos os pacotes de estrutura devem incorporar algum tipo de placa rígida e densa para proteger contra choques mecânicos e a entrada de sujeira, insetos, umidade e poluentes. Atrás das placa de apoio, grampos de retenção ou pregos prendem o fundo no lugar. Um painel de proteção contra poeira é colado na parte de trás da moldura.

## História

### Egito Romano
Osretratos mais antigos já descobertos são das múmias fayum. As molduras de estuque podem ter sido usadas para pendurar os retratos na casa do proprietário até a hora da morte, momento em que o retrato teria sido colocado sobre a múmia. Outra teoria é que os retratos foram pintados perto da morte e foram carregados pela cidade em uma procissão fúnebre antes de o corpo ser levado ao embalsamador.
Embora bordas de moldura na arte antiga fossem usadas para dividir cenas e ornamentação por antigos artistas egípcios e gregos em cerâmica e pinturas de parede, as primeiras molduras de madeira entalhada como as conhecemos hoje apareceram em pequenos painéis de pinturas na Europa dos séculos XII e XIII. De acordo com uma série histórica publicada na Picture Frame Magazine, essas primeiras pinturas de painel emoldurados eram feitas de uma só peça. A área a ser pintada era entalhada, deixando uma borda em relevo em volta da borda externa, como uma bandeja. A peça inteira foi depois gesso e dourado. Pintar a imagem no painel plano era a última coisa a ser feita."
Quando se percebeu que este método de produzir molduras era muito caro, um método mais eficiente foi desenvolvido, usando tiras de moldagem mitradas. Essas tiras eram fixadas a um painel plano de madeira que produzia uma imagem semelhante resultaram no painel esculpido, mas eram mais econômicos. Este tipo de moldura é conhecido como uma moldura engatada. Os primeiros eram feitos de tiras de moldagem de madeira simples presas à borda externa de um painel de madeira."

### Renascimento

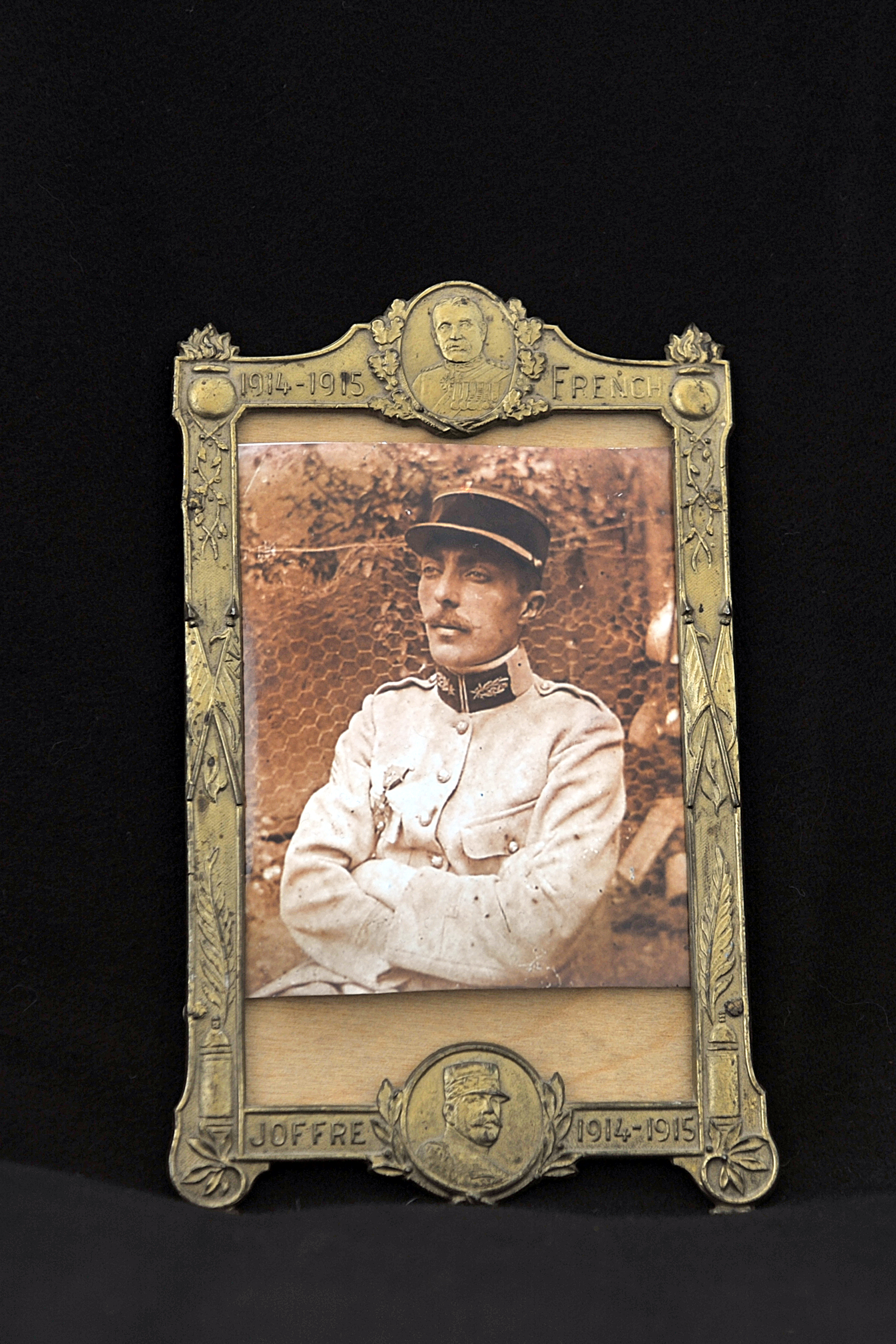
Uma fotografia de retrato de um soldado francês.

Ao longo dos séculos XIV e XV, a maioria das molduras europeias foram encomendadas por igrejas. As molduras foram ornamentadas com elementos arquitetônicos que imitam o exterior das grandes catedrais. No entanto, durante Renascença italiana, surgiram os patronos das artes como a família Medici, que encomendava obras de arte como pinturas alegóricas, devocionais e retratos. A Adoração dos Magos de Gentile da Fabriano (1423) é o primeiro retábulo feito com painel e moldura em duas peças separadas, tornando-se a primeira moldura independente como a conhecemos hoje.
Sob o reinado de Francisco I, o primeiro monarca renascentista da França de 1515 a 1547, a arte ganhou destaque na vida diária e floresceu junto com os porta-retratos. Muitos trabalhadores vieram da Itália para o comércio de artes, incluindo Leonardo da Vinci, a quem "Francisco convenceu a deixar a Itália na última parte de sua vida". As molduras agora eram projetadas por construtores de móveis, e não por artistas, escultores ou arquitetos, como no passado. Livros sobre móveis e design de interiores foram publicados e distribuídos para um mercado mais amplo.
De 1610 a 1643, sob o reinado de Luís XIII na França, a influência da corte e do requinte ocupou o centro das atenções nos designs de porta retratos. Os perfis tornaram-se mais finos do que seus predecessores italianos e surgiram designs contínuos, como ovo e dardo, fita e fluxo de folhas, além de designs pronunciados de cantos em baixo relevo. Isso pavimentou o caminho para o design barroco em molduras de quadros e "as influências espanholas, flamengas e italianas trabalharam para produzir uma curiosa mistura e troca de idéias".

### Iconografia
Molduras de fotos como arte foram altamente desenvolvidas em países ortodoxos (por exemplo, Rússia e Sérvia) e usadas para cobrir ícones em igrejas. As primeiras armações americanas, conhecidas como American Empire Style Frames, são muito simples e utilitárias. Eles são semelhantes à simples enseada ou concha na moldura da parede encontrada na arquitetura colonial.